# Alison Cerutti
Alison Conte Cerutti (* 7. prosince 1985 Vitória) je brazilský reprezentant v plážovém volejbale. Měří 203 cm a váží 110 kg. Profesionálně hraje od roku 2006.
Na olympiádě 2012 v Londýně získal v páru s Emanuelem Regem stříbrnou medaili. Je dvojnásobným mistrem světa: v roce 2011 byl jeho spoluhráčem rovněž Rego a v roce 2015 Bruno Oscar Schmidt, na šampionátu v roce 2009 získal stříbro spolu s Harley Marquesem. Zlatou medaili pro Brazílii získal s Regem také na Panamerických hrách 2011. V letech 2011 a 2015 se stal celkovým vítězem seriálu turnajů FIVB Beach Volleyball World Tour. Mezinárodní volejbalová federace mu udělila v roce 2011 cenu pro nejlepšího blokaře světa. Cerutti se Schmidtem mají jako úřadující mistři světa zajištěnu účast na domácí olympiádě v Rio de Janieiru.